# مزققة أرضية
مزققة أرضية (الاسم العلمي:Ascobolus terrestris) هي نوع من الفطريات تتبع جنس المزققة من الفصيلة المزققية.